# Cernusco Lombardone
Cernusco Lombardone est une commune italienne de la province de Lecco, dans la région Lombardie.

## Administration
| Période                                  | Période  | Identité             | Étiquette            | Qualité |
| ---------------------------------------- | -------- | -------------------- | -------------------- | ------- |
| 2001                                     | 2006     | Sergio BAGNATO       | Insieme per Cernusco |         |
| 2006                                     | 2011     | Sergio BAGNATO       | Insieme per Cernusco |         |
| 2011                                     | En cours | Giovanna DE CAPITANI | Insieme per Cernusco |         |
| Les données manquantes sont à compléter. |          |                      |                      |         |

### Communes limitrophes
Merate, Montevecchia, Osnago et Olgiate Molgora.